# Староконстантиновский элеватор
Староконстантиновский элеватор (укр. Старокостянтинівський елеватор) — предприятие пищевой промышленности в городе Староконстантинов Хмельницкой области.

## История
18 марта 1944 года, после освобождения города от немецкой оккупации, в Староконстантинове начал работу районный хлебоприемный пункт «Заготзерно».
После войны предприятие было расширено и получило новое название — Староконстантиновская реализационная база хлебопродуктов.
В соответствии с десятым пятилетним планом развития народного хозяйства СССР в 1976 году здесь был построен и введён в эксплуатацию элеватор ЛВС-4х175 ёмкостью 77,7 тыс. тонн с двумя зерносушилками ДСП-32, в состав которого была включена реалбаза.
После провозглашения независимости Украины элеватор перешёл в ведение министерства сельского хозяйства и продовольствия Украины.
В марте 1995 года Верховная Рада Украины внесла элеватор в перечень предприятий, приватизация которых запрещена в связи с их общегосударственным значением.
После создания в августе 1996 года государственной акционерной компании «Хлеб Украины» элеватор стал её дочерним предприятием.
После создания 11 августа 2010 года Государственной продовольственно-зерновой корпорации Украины элеватор был включён в состав предприятий ГПЗКУ.
В сентябре 2015 года в Верховную Раду Украины был внесён законопроект № 2519а, в котором было предложено исключить элеватор из списка объектов, которые не подлежат приватизации.
В ноябре 2015 года на элеваторе установили автоматический пробоотборник «Stork 440 Compact» итальянского производства.

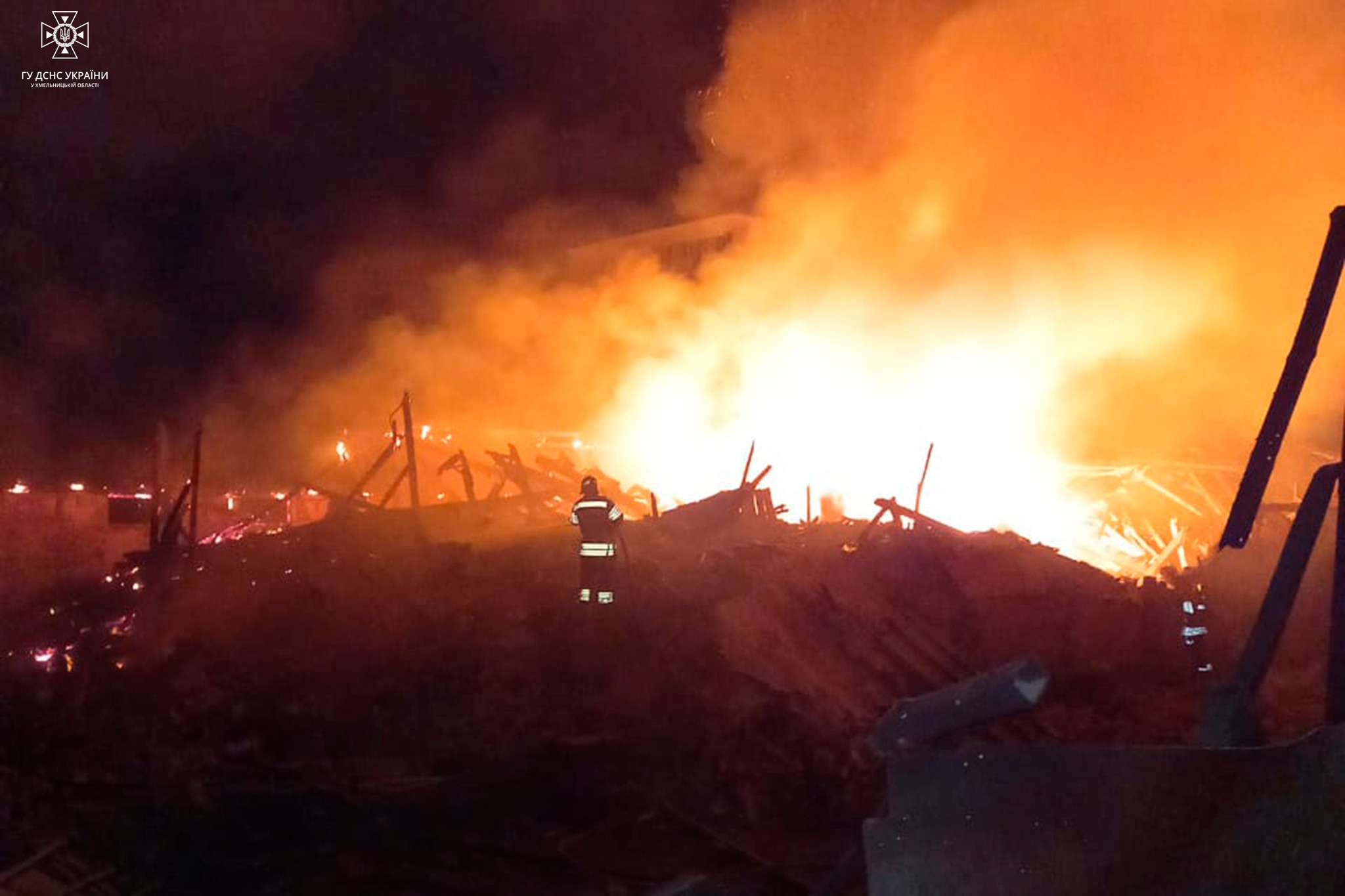
Пожар вследствие ракетной атаки

В ночь на 6 августа 2023 года элеватор пострадал от российской ракетной атаки, нацеленной на городской аэродром. На складе отходов кукурузы на территории элеватора возник пожар площадью 1,4 тысячи квадратных метров, пострадал один сотрудник.

## Современное состояние
Основной функцией предприятия является хранение зерновых культур (пшеницы, кукурузы, ржи, овса, ячменя), а также сои и семян масличных культур (рапса и подсолнечника).
Общая рабочая ёмкость элеватора составляет 105,8 тыс. тонн (в том числе элеваторная — 72 тыс. тонн, складская — 33,8 тыс. тонн).